# Joan Lindsay
Joan Lindsay, egentligen Joan Weigall, född 16 november 1896 i St Kilda East (en förstad till Melbourne), Victoria, död 23 december 1984 i Melbourne, Victoria, var en australisk författare och konstnär, mest känd för sin mycket omdiskuterade roman Utflykt till Hanging Rock (Picnic at Hanging Rock) från 1967, på svenska 2022. Romanen filmatiserades 1975 av regissören Peter Weir och fick stor internationell framgång. Makarna Lindsays hem, Mulberry Hill, strax utanför Melbourne är tidvis öppet för allmänheten som museum. Det donerades av det barnlösa paret till the National Trust i delstaten Victoria.

## Ungdomsår
Joan Lindsay, då Weigall, växte upp i Melbourne i en konstnärligt begåvad överklassfamilj. Hon var under ett flertal år elev vid den exklusiva flickskolan Clyde Girls Grammar School i East St Kilda, Melbourne. Hennes barndoms och ungdoms somrar tillbringades på familjen Weigalls lantställe vid Mount Macedon, cirka 100 km norr om Melbourne. Inte långt härifrån finns den märkliga, skräckinjagande och fascinerande vulkanklippan Hanging Rock, som spelar en sådan avgörande roll i Joan Lindsays roman Picnic at Hanging Rock, där tre flickor och en lärarinna från flickskoleinternatet Appleyard College spårlöst försvinner vid en skolutflykt på Valentindagen 1900. Det fiktiva Appleyard College är för övrigt i viss utsträckning inspirerat av författarens egna erfarenheter från Clyde Girls Grammar School. Denna privatskola flyttades 1919 från Melbourne till den lilla staden Woodend, inte långt från den ökända Hanging Rock, ca 80 km norr om Melbourne. Den 14 februari 1922 gifte hon sig med australiske konstnären och konsthistorikern Sir Daryl Lindsay.

## Utflykt till Hanging Rock
Lady Lindsay var alltid notoriskt vag när det gällde frågan om huruvida hennes roman var baserad på en verklig, historisk händelse. Hon antydde att så faktiskt delvis skulle vara fallet och indikerade att romanen är att beteckna som en kombination av fakta och fiktion. Det finns tecken på att Joan Lindsay själv direkt eller indirekt skulle kunna ha upplevt något djupt uppskakande i sin ungdom, som åtminstone delvis kommit att relateras i Picnic at Hanging Rock. Intressant i sammanhanget är att många av romanfigurerna i boken faktiskt existerade i verkligheten vid tiden för sekelskiftet 1900 och att de dessutom i romanen figurerar under sina verkliga namn. Hela frågan om romanens autenticitet var så känslig för Joan Lindsay att alla journalister uttryckligen på förhand av hennes förläggare förbjöds att ställa henne frågor om bokens verklighetsanknytning. 
Något försvinnande på Hanging Rock hade inte ägt rum just den 14 februari 1900, som i Joan Lindsays romanhandling, och att denna, åtminstone i detta avseende, kan betecknas som fiktiv. Den 14 februari 1922 var även Joan Lindsays bröllopsdag.

## Övriga verk
Joan Lindsay publicerade sin självbiografi Time Without Clocks 1962. Titeln syftar på Lady Lindsays märkliga förmåga att få alla klockor i hennes närhet att stanna. Hon brukade skämta om att den enda tidsangivaren som hon omgav sig med var trädgårdens solur.
Hennes övriga verk är satiren Through Darkest Pondelayo (1936) om engelska turister utomlands, Facts Soft and Hard (1964) och barnboken Syd Sixpence (1983).